# Euterpiodes croceisticta
Euterpiodes croceisticta là một loài bướm đêm trong họ Noctuidae.